# 費德勒與納達爾對戰史

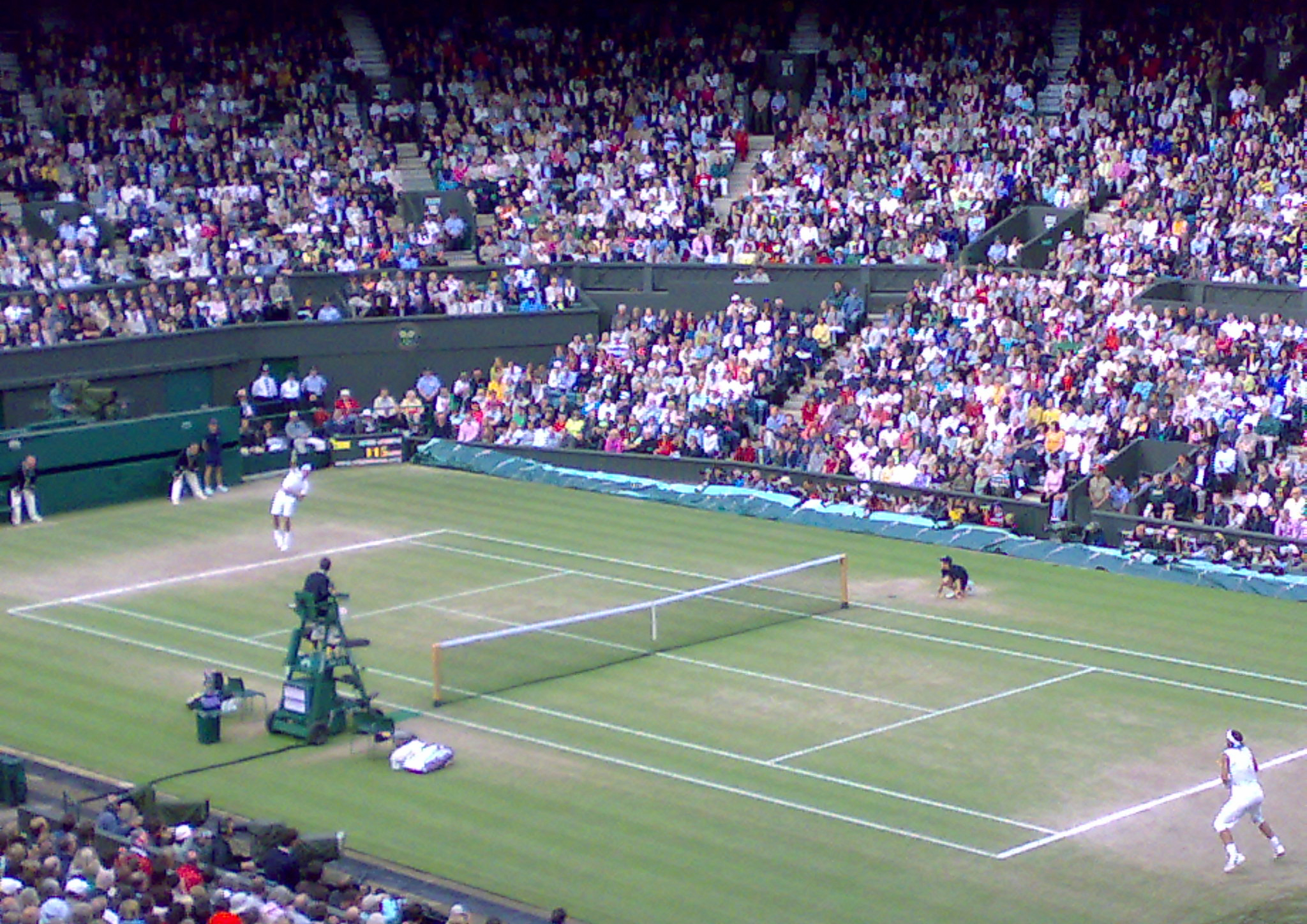
2008年溫布頓网球公开赛男子单打决赛：网球大满贯史上的至尊经典。

費德勒與納達爾對戰史（英语：Federer–Nadal rivalry／FEDAL），俗稱「費納争霸」、「费达尔」、「冰与火的较量」，指的是兩名著名网球員费德勒（Roger Federer）與纳达尔（Rafael Nadal）之间的对战紀錄。
费德勒和纳达尔都是来自于欧洲的、生于1980年代的男子網球運動員，也都是網球史上的男子GOAT（Greatest of All Time），费纳争霸至今40次交手，眾多传奇名宿皆認为费纳對决是網球史上最偉大的对手组合。他們兩人是网球史上唯一一對能夠連續五年年終世界排名保持於第一、二位的球手，其中費達拿自2004年2月至2008年8月17日创下网球史上最震撼的連續237週完全独享球王宝座，同时拿度自2005年7月至2008年8月17日也創出网球史上同样最震撼的連續160週世界排名第二。2008年一整年，費德勒因重病引发造成狀況不如以往，纳达尔把握住绝佳机会火力全开终于伯仲易主。2009年，拿度因腳傷而在法網提早出局及無法參加溫網的情形下，費德勒以法網终于封王及之后温网获得第15座大满贯成为世界之最并奪回世界排名第一，拿度卻下跌至第三。同年9月拿度重回次席，但在五個月後更下跌至第四，直至在2010年5月於馬德里大師賽決賽中戰勝費達拿才重回次席。最後在法國網球公開賽拿度終於再次成為世界排名第一。2011年，因祖高域的崛起，也使得原本费纳至尊垄断密不透风的局面终于略有松动。2012年，費德勒在溫網四強擊敗祖高域並拿下最後冠軍，才重回世界第一，同时穆雷的终于破茧成蝶也使得“网坛四巨头”局面正式开幕。
费纳决至今交手38次，整体数据上，拿度擁有23-15的領先優勢。由於网球比赛抽签种子规则，导致这38场里有24场为决赛，尤其是九场大滿貫決賽對碰。2006-2008年間兩人連續於法國網球公開賽及溫布頓網球錦標賽的決賽交手，2009年澳洲網球公開賽、2017年澳洲網球公開賽與2011年法國網球公開賽的決賽席位也由兩人包辦，拿度就只落敗了2006及2007年的溫布頓和2017年的澳網，並勝出其餘六次。其中2007、2008年的溫布頓及2009、2017年的澳網都打至五盤才分出勝負，其中2008年溫布頓的決賽被高度公認是史上最偉大的至尊经典。
费纳的大師賽決賽交手总共12场：9紅土、3硬地，其中納達爾获胜的总共7场均为红土，费德勒则是3硬地2红土。费纳的ATP年終賽交手总共5场：費達拿4胜1負，分別在2006年和2007年四強、2010年決賽和2011年分組賽勝出，僅在2013年四強輸過。
更令人敬佩的是，即使赛场内的至尊竞争极度不相伯仲，但双方对彼此的态度和场外慈善赛、广告合作等方面始终互相温和互敬互重，两人在男子網壇的神話傳奇和個人魅力亦在全世界範圍內大力促進了網球運動的發展。

## 费纳传奇

### 2004年：传奇萌芽
2004年他們共交手了1次，納達爾勝出。2005年他們共交手了2次，兩人各自奪得1勝。
2004年3月，兩人在邁阿密大師賽第三圈首次碰頭，當時22歲的費達拿於年初的澳洲網球公開賽奪冠後已登上了球王寶座，而年僅17歲，世界排名34位的拿度直落兩盤6-3、6-3打敗球王，震驚網球壇。此外當時拿度於Indian Wells Master 第二圈伙拍同胞羅比度(Tommy Robredo)於雙打以5-7、6-4、6-3打敗了費達拿及Yves Allegro的組合。

### 2005年：初露锋芒
兩人第二次交手要數到一年後2005年邁阿密大師賽的決賽，時隔一年，費達拿已奪下第二個溫布頓網球錦標賽及首個美國網球公開賽錦標，長霸球王寶座達一年之久，更已連勝17場決賽，但排名31的拿度再次證明自己是費達拿最大的對手，連勝兩盤6-2 7-6，但其後被費達拿連追三盤7-6 6-3 6-1反勝，成功延續18場決賽連勝。
兩個月後，費達拿及拿度在法國網球公開賽的四強碰個正著，是他們首次於泥地交手，當時拿度只在短短兩個月已升至世界排名第五，並乘著泥地22連勝的氣勢。由於費達拿已奪下其他三個大滿貫，因此法網的火槍手獎杯毫無礙問是費達拿為達至職業大滿貫（Career Grand Slam）所奮鬥的目標。號稱泥地史上第一人的拿度以6-3、4-6、6-4、6-3粉碎費達拿的美夢並最終奪冠。
兩人的戰績幾近壟斷整個網球壇。兩人整季都各自奪得11項錦標，其中分別奪得三大滿貫的錦標(費達拿奪溫布頓三連冠及美網二連冠，拿度奪法網)，兩人一同參加的八項大師賽（Masters Series）中各人平分四個錦標。下半年費達拿更創出35連勝，決賽連勝增至24場，唯獨於年終大師杯（Tennis Master Cup）吞下整年僅第4場敗予納班迪安而被終止紀錄。拿度則奪得八項泥地錦標，以36場泥地連勝及世界排名第二結束賽季。

### 2006年：渐入佳境

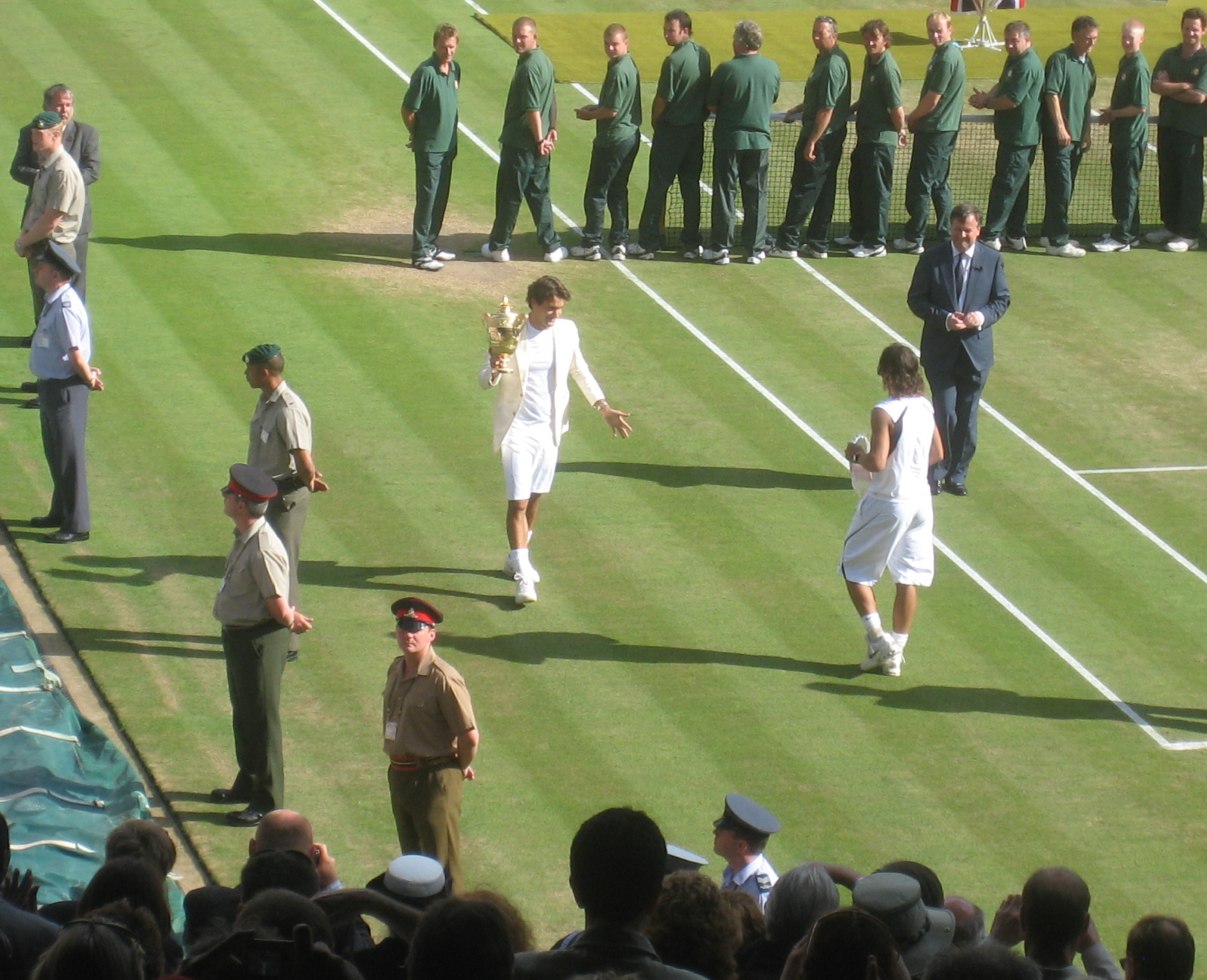
2006年溫布頓，费德勒冠军金杯子，纳达尔亚军银盘子。

2006年他們共交手了6次，拿度勝出了4次。他們在2月杜拜網球錦標賽的決賽交手，拿度以2-6 6-4 6-4扳倒費達拿，終止了公開賽年代以來費達拿創出的56場硬地連勝紀錄。同年費達拿嬴得了印第安維爾斯大師賽三連冠及邁阿密大師賽二連冠。

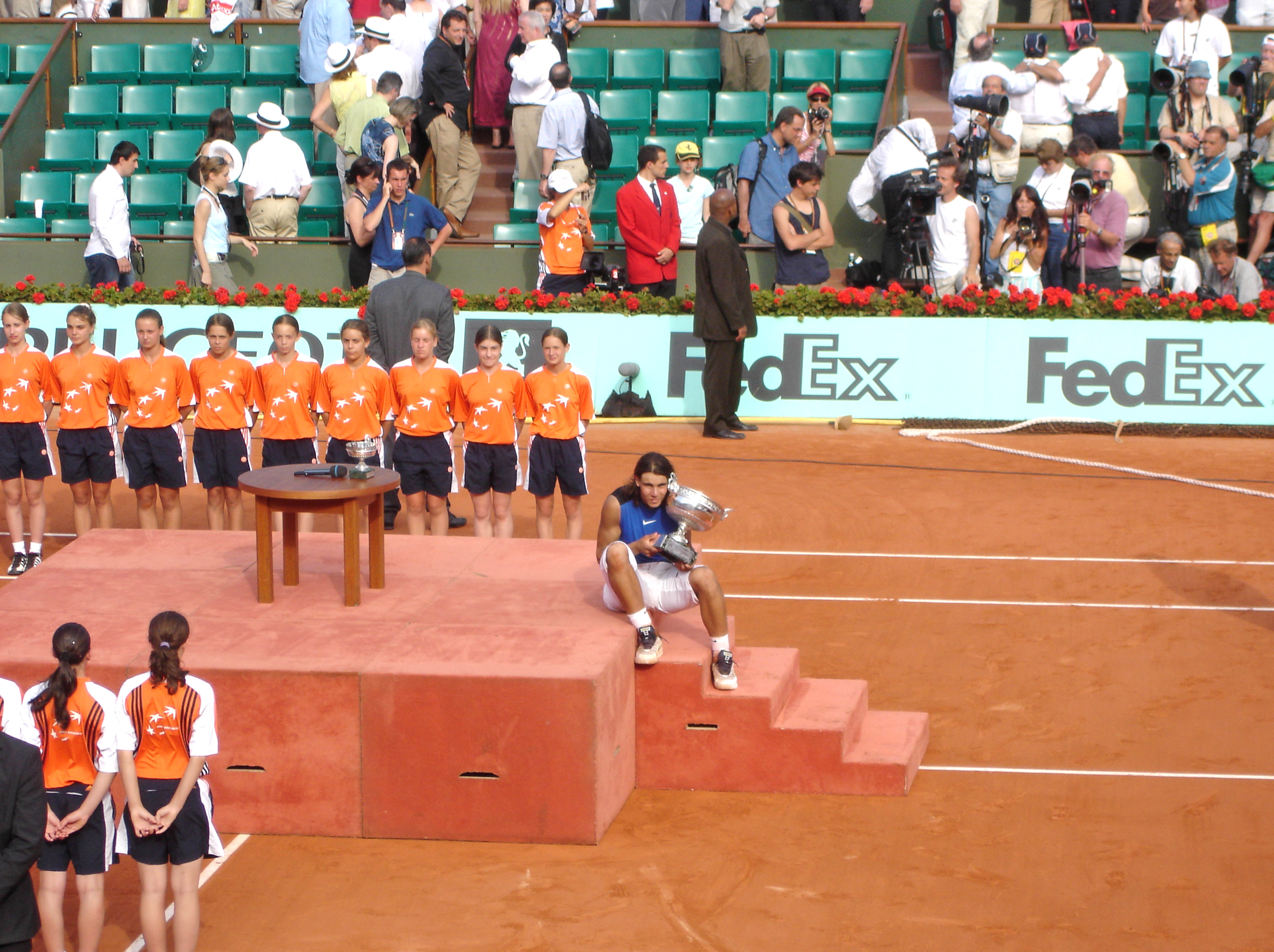
2006年法网，纳达尔粉碎费德勒的年度全满贯美梦。

其後踏入泥地賽季，拿度在泥地上擁有絕對優勢，連續於蒙地卡羅大師賽、羅馬大師賽及法國網球公開賽的決賽擊敗費達拿。費達拿先在蒙地卡羅以2-6 7-6 3-6 6-7落敗，緊接的羅馬大師賽中費達拿作出了5小時頑強的抵抗，並一度在第五盤領先4-1並擁有兩個賽末點，但都被拿度救回並利用搶七以6-7 7-6 6-4 2-6 7-6，勝出，其後的法國網球公開賽是他們兩人首次於大滿貫決賽交手，拿度再一次令費達拿失去達成職業大滿貫成就的機會，雖然拿度先以1-6輸掉第一局，但他以連勝三局反勝費達拿，比分是6-1 6-4 7-6打敗費達拿，當中包括決勝的第四局決勝，並為拿度嬴得第二座法國網球公開賽獎盃。拿度創出了公開賽年代以來泥地的連勝紀錄，並達成14次決賽連勝，世上只有一人比他擁有比他更好的紀錄，那就是費達拿的24次。
6月兩人再於另一大滿貫溫布頓的決賽對決，是他們首次草地交手。拿度被稱為泥地王，卻能打到決賽，使球評家大敢意外，堪稱草地霸王的費達拿繼續延續草地上無敵的姿態，在此終止了4連敗的劣勢，以6-0 7-6 6-7 6-3打敗拿度，達成溫布頓4連霸的偉業，並繼續創造公開賽年代草地的最長連勝紀錄。這也結束了他對拿度五連敗的紀錄。
兩人直至2006年年終所舉行的大師杯才以該年最後一次交手完成賽季，在大師杯四強，費達拿輕鬆以6-4，7-5勝出並最終拿下4年內第3個年終大師杯的冠軍，到此時兩人的對決結果為拿度六勝三負領先。
2006年，兩人連續第二年壟斷網球壇。兩人合力取下當年的四大滿貫（費達拿奪澳網、溫布頓及美網，拿度奪法網）並整年佔據世界排名第一、二位。費達拿於2006年踏入職業生涯的高峰，打入全部四大滿貫的決賽，創下了年終球王的最高積分紀錄並奪下生涯一整年最多的12個冠軍，當中包括三個大滿貫，四個大師賽及年終大師杯，勝出了97場賽事中的92場，當中連勝了29場比賽取下五個冠軍，五場敗仗中，4次敗於所有泥地賽事全勝的拿度手下。
在2006年後，職業網球聯合會取消了大師賽系列決賽五盤三勝的制度，部份原因是因為費達拿及拿度於羅馬的5小時史詩對碰後雙雙宣佈退出一天後舉行的漢堡大師賽所致。

### 2007年：持续经典

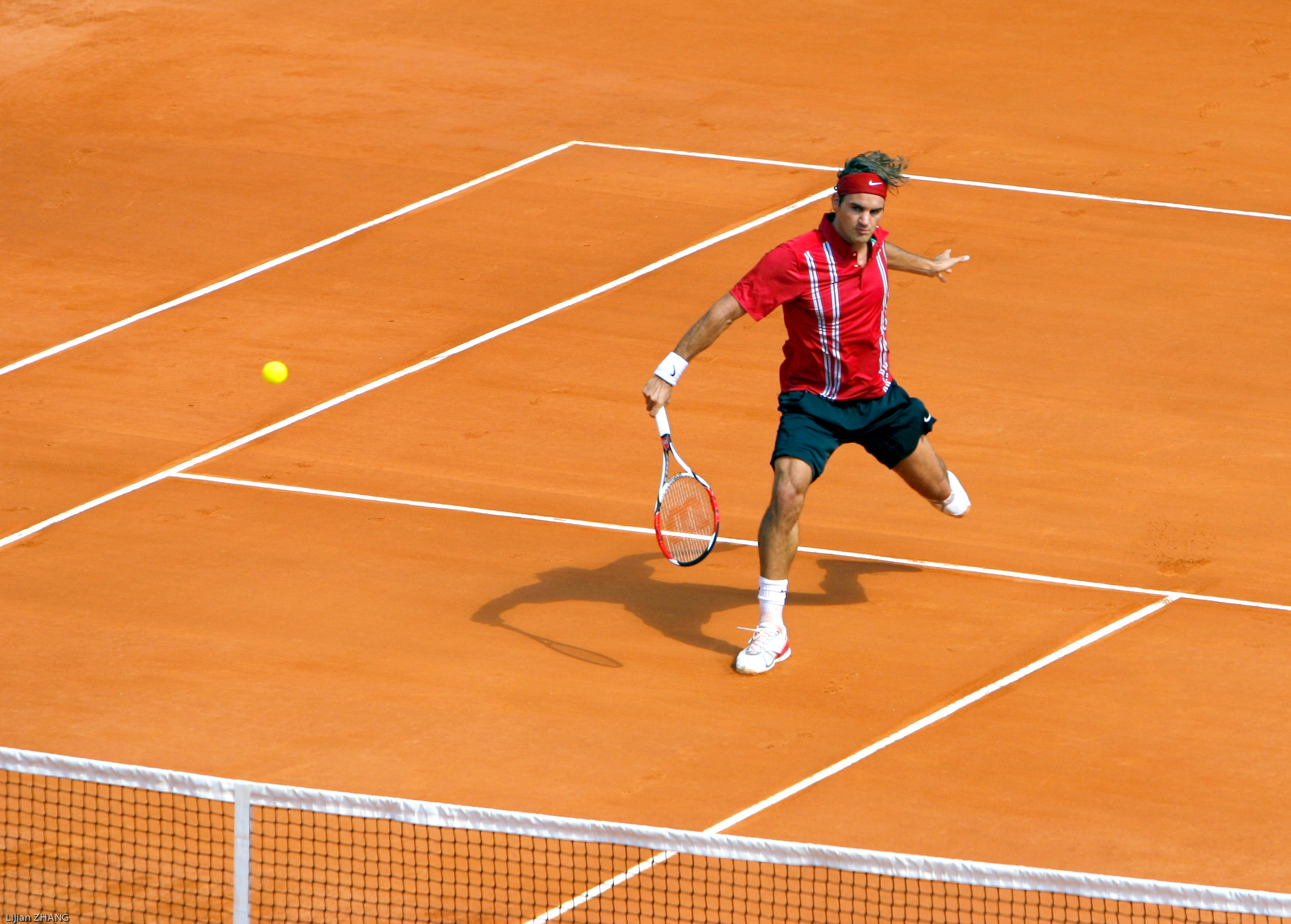
費達拿於2007年蒙地卡羅大師賽決賽

2007年兩人合共五次交手，費達拿勝出了三次，亦是費德勒唯二對戰次數多且能擁有得勝率佔優的一年，並把拿度的對碰優勢縮窄至8-6。

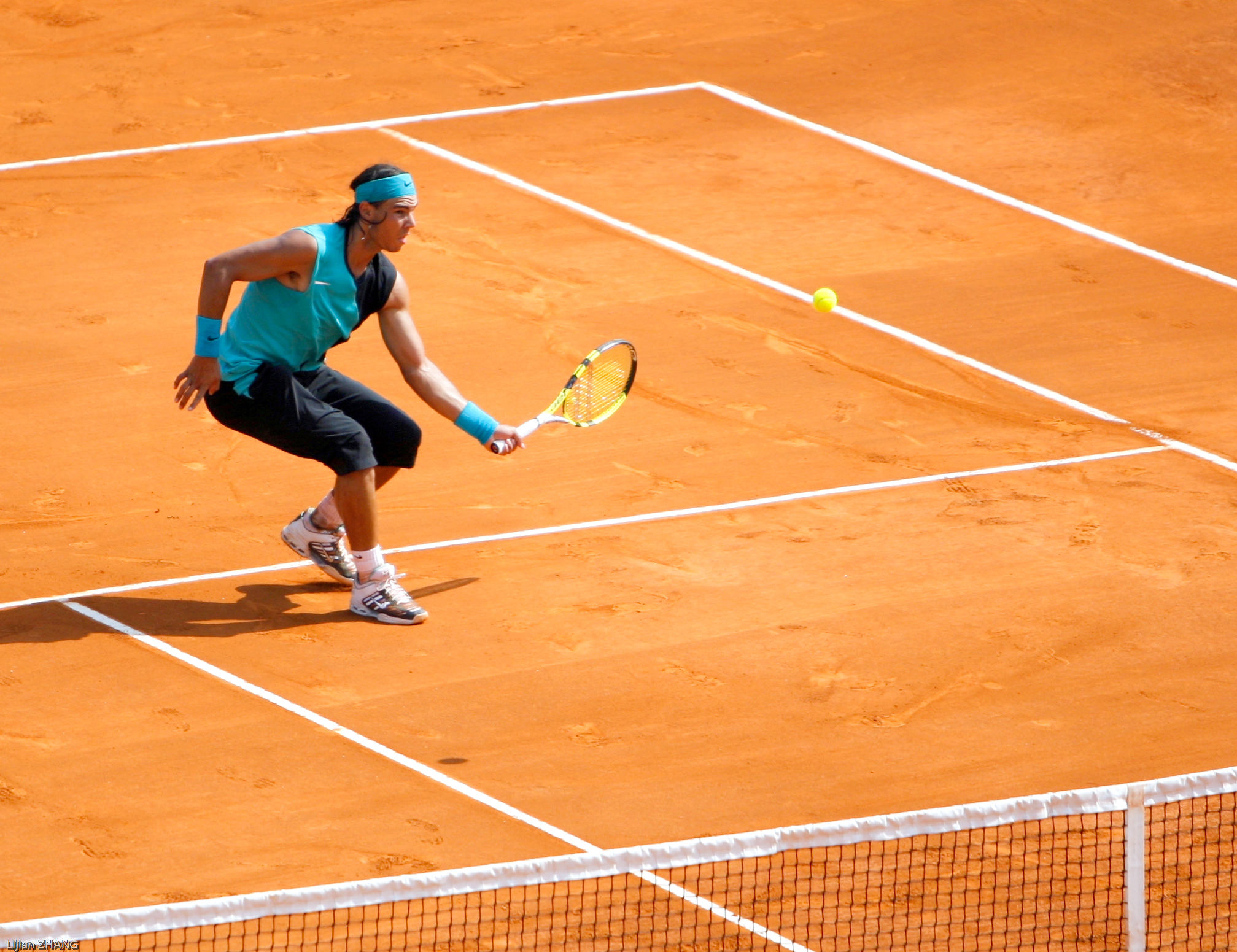
拿度於2007年蒙地卡羅大師賽決賽

費達拿於賽季初段延續了去年年尾的無敵姿態，緊接去年創出的連勝紀綠造出生涯最佳的41場連勝，除了勇奪第三個澳洲網球公開賽錦標，更自1980年比约恩·博里後成為首位以不失一盤的姿態奪得大滿貫的球員（Not lose a set in a Grand Slam）。接著又創出生涯最佳的連勝七項ATP賽事，奪取了五年內第四個杜拜網球錦標賽的冠軍。他的連勝於三月意外地被簡拿斯（Guillermo Cañas）於印第安維爾斯大師賽及邁阿密大師賽中淘汰而終止。拿度則在印第安韋爾斯大師賽成功奪取個人第五個硬地錦標。
踏入泥地賽季，兩人連續第二年在三個決賽交手。拿度先於蒙地卡羅大師賽，直落兩盤以 6-4 6-4打敗費達拿，使拿度連續三年勝出該項比賽，數週後他們又在漢堡大師賽中交手，費達拿首次在泥地戰勝拿度，並終止拿度兩年多的81場泥地連勝紀錄，決勝盤更以0-6大敗。兩人最後又再一次於法國網球公開賽決賽中交手，拿度也再一次，連續三次，無情地將Career Slam的榮譽以盤數3-1在費達拿的面前搶走，並達成法網三連霸偉業，費達拿在比賽中共有17個破發點，但浪費了16個，當中在第一局便浪費了10個。
兩人最終兩次交手也和去年一樣，分別在溫布頓的決賽及年終大師杯的四強，而再一次也由費達拿勝出，只是今次的溫布頓緊湊得多。在費達拿贏得了第一和第三盤的搶七後，拿度控制了第四盤的戰局。費達拿一反常態，失去了平常的冷靜，對裁判投訴鷹眼系統。拿度繼在第五盤續施加壓力，在第三局和第五局15-40時獲得兩個破發分的機會，不過被費達拿救回所有四個破發點。然後他在第六局打破了拿度的發球局並Serving for the match，最終獲得連續第五個溫網冠軍，追平博里的公開賽時代紀錄。
雙打方面，拿度於羅馬大師賽首圈伙拍同肥莫亞(Carlos Moya)打畋了費達拿與華域卡的瑞士組合, 職業生涯於雙打兩勝費達拿。

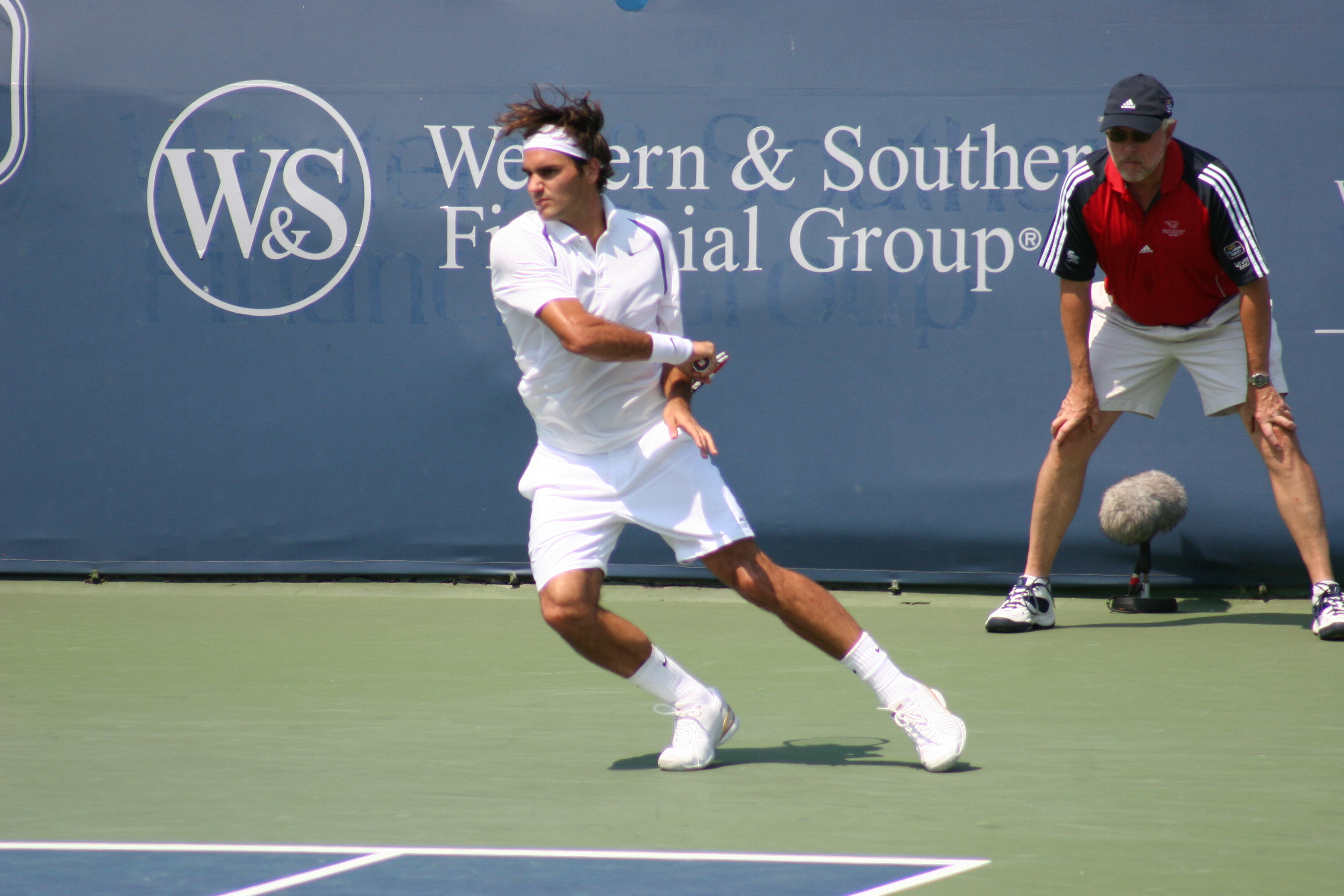
2007年北美硬地赛的费德勒

像2006年一樣，兩人全年佔據了世界排名前兩位並再次贏得四大滿貫冠軍。費達拿破紀錄地四年內第三次贏得三項大滿貫賽事，包括創下公開賽時代紀錄 － 美網四連霸。他也在贏得了五年內第四個大師杯。拿度在紅土上繼續他的統治，獲得5個冠軍。

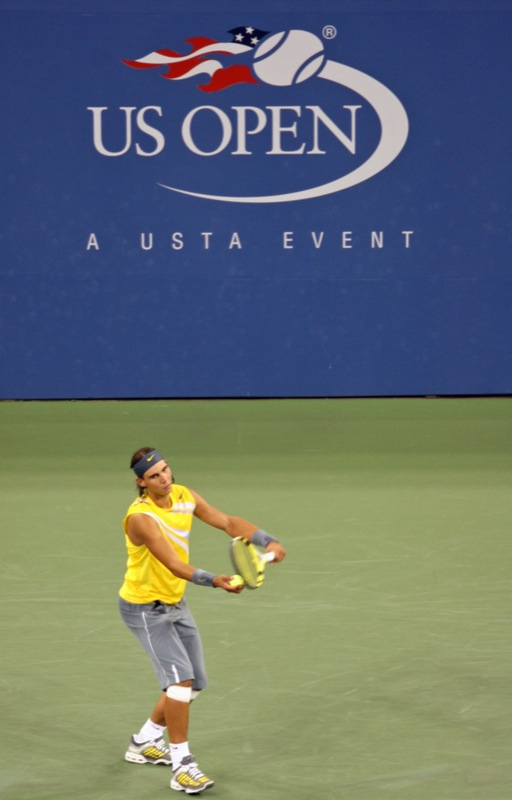
2007年美国网球公开赛的纳达尔

### 2008年：伯仲相异

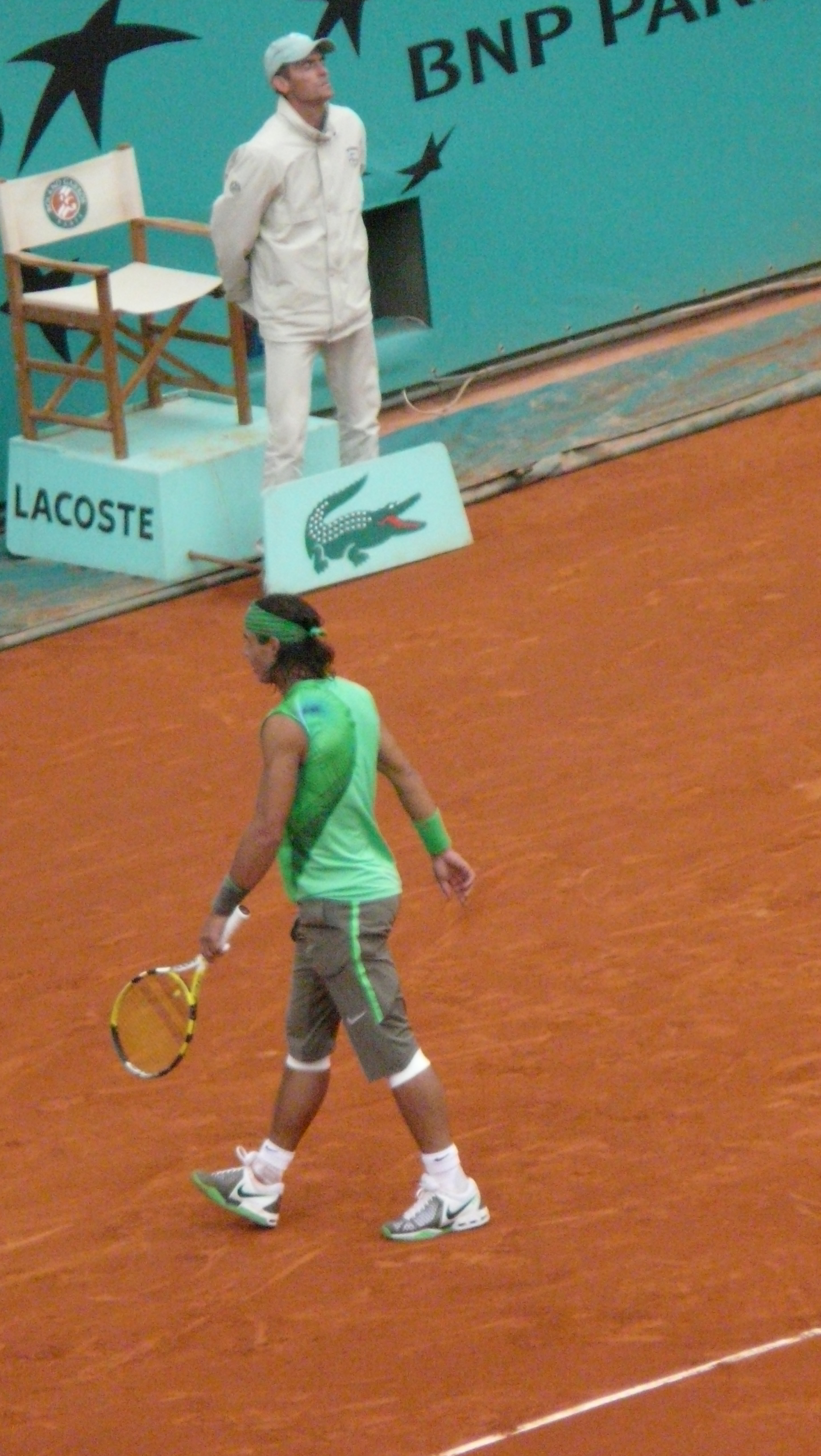
拿度於2008年法網

費達拿和拿度在2008年交手4次，而拿度全數勝出，亦把職業生涯的對碰紀錄優勢擴大到12-6，更於8月18日取代對方的球王寶座，結束了費達拿傳奇性長達四年半的世界第一。
在首3個月的賽季，世界排名第三的塞爾維亞新秀祖高域（Novak Djokovic）現出要超越拿度的氣勢。當年1月祖高域贏得了他人生第一個大滿貫賽事澳洲網球公開賽冠軍，更在四強中擊敗費達拿，同時拿度也於四強敗予桑加（Jo-Wilfried Tsonga）。這也是自2005年澳洲網球公開賽以來，第一個大滿貫賽事由費達拿及拿度以外的選手贏得，結束了他們的兩人合共連奪11連冠的紀錄。及後祖高域也奪取了印第安維爾斯大師賽的冠軍並漸漸威脅到拿度的世界排名第2位。但拿度在緊接的邁阿密大師賽獲得亞軍，此後春季紅土賽季又再展開，拿度在泥地上所嚮披靡，同時在漢堡大師賽和法國公開賽擊敗了祖高域。費達拿的表現因在2007年底患上單核細胞增多症而在年初下降，然而，儘管揮之不去的後遺症，但他在春季的紅土場賽事上依然出色。

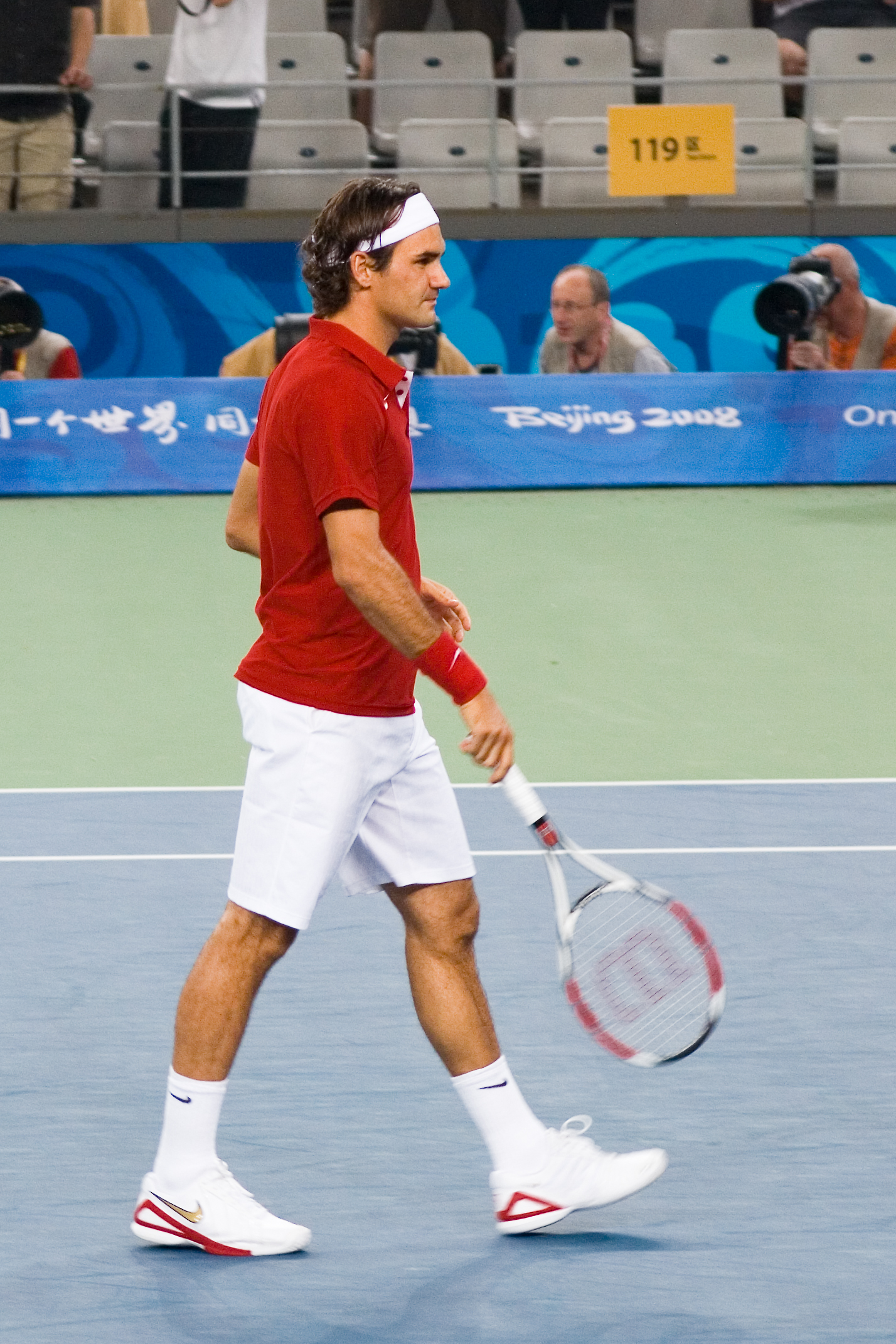
費達拿於北京奧運

連續第三年，費達拿和拿度在三次泥地決賽碰頭。先在蒙地卡羅大師賽決賽拿度連續第三年擊敗費達拿並奪取他的第四個蒙地卡羅大師賽冠軍，創下公開賽時代的紀錄。儘管費達拿在第二盤一度領先4-0領先，最終也被直落兩盤7-5打敗。幾個星期後拿度於漢堡大師賽決賽成功復仇去年他唯一的紅土敗仗以7-5 6-7 6-3擊敗費達拿。也連續第三年，他們在法國公開賽決賽的的決賽交手。這是他們所有比賽中差距最遠的一次，拿度總共只輸了4局，並成為自1999年以來第一位在一盤請費達拿吃6隻光蛋的選手。這是拿度連續第四個的法國網球公開賽冠軍，也追平比比约恩·博里的紀錄，更是一盤不失地贏得了大滿貫。
拿度和費達拿一個月後還合演了在連續第三年溫網決賽，一場堪稱史上最偉大的比賽。拿度那時挾著23連勝，包括他的職業生涯首個女王俱樂部錦標賽冠軍。費達拿也打得很好，在沒有面對一個破發點下贏得他破紀錄的第五個哈雷公開賽冠軍，然後到達溫網決賽中也未失一盤。有別於前兩次的溫網決賽，這次費達拿不是大家的冠軍心頭號，許多分析家均預測拿度會獲勝。在多次天雨延誤下，他們合演了溫網歷史上最長的決賽（4小時和48分鐘），賽事在下午2:00展開，最終在幾近天黑時納達爾以9-7贏得了第五盤並奪取了冠軍。許多資深網球分析家立即以幾近宣佈的口吻說，這是歷史上最偉大的網球比賽。拿度第一次贏得溫布頓冠軍，並成為第一位在1980年自博里以來在同一賽季贏得法國公開賽和溫布頓的球手。他也制止了費達拿企圖創造溫網六連冠的歷史及終止了他的草地65連勝紀錄。
拿度在溫網之後繼續都有好表現，他的連勝紀錄延長到職業生涯最好的32場。他贏得了他的第二個加拿大大師賽冠軍，然後又打入到辛辛那提大師賽的準決賽。相反，費達拿在兩項比賽都早早出局令世界排名第一的位置在8月18日正式交讓予拿度，結束了237週的統治。
拿度則在8月18日首次贏得奧運會男單金牌，及後首次打入美國公開賽的準決賽，鞏固了他的排名第1。與此同時，費達拿在八強中敗予比歷克，但卻在雙打與華蓮卡合作連番爆冷打敗多對雙打名將，包括四強打敗美國的布萊恩兄弟（Mike & Bob Bryan）贏得了雙打的金牌。費達拿其後在美國網球公開賽決賽打敗梅利達成連續五連霸，成為第一位在兩項大滿貫都達到五連霸的球手。拿度與費達拿各自在法國公開賽及美國網球公開賽四強擊敗喬科維奇，得以保持優勢。
創紀錄的連續第四年，他們整年佔據世界排名第一二位，並再次贏得三個大滿貫冠軍，只失落澳洲網球公開賽於祖高域，拿度在2008年達到首個職業生涯的高峰，連續160週排名第二後終成功成為世界排名第一。而費達拿則面對四年來的戰績下滑的問題，但他仍然以微弱優勢在年終排名領先第三的喬科維奇。

### 2009年：惊天动地

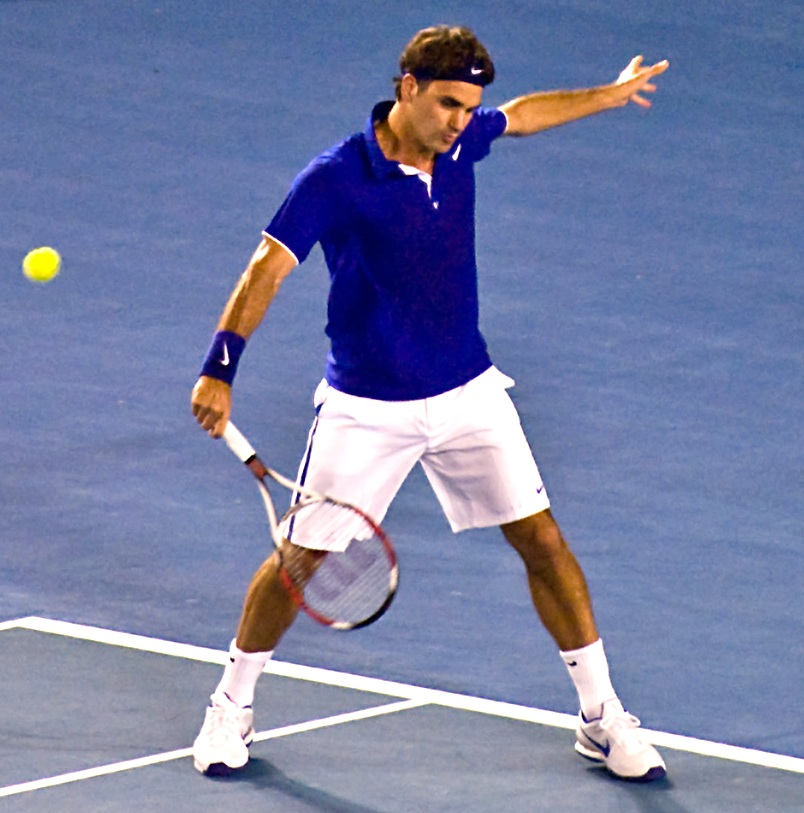
費達拿於澳洲網球公開賽決賽中反手抽擊

2009年費達拿和拿度交賽只有兩次，各勝一次。
他們當年開季打得都十分出色，打入澳洲公開賽決賽。這是他們第一個硬地大滿貫的決賽對碰，但費達拿在硬地八次大滿貫決賽都未嘗敗績（五個美國公開賽，三個澳洲公開賽）。當年的決賽還有另一層的意義：費達拿只要打敗拿度就可以追平森柏斯的14個大滿貫的紀錄。拿度在前兩天的四強用了五小時十四分鐘才險勝同胞華達斯高，而費達拿則相對輕鬆以直落盤數打刖羅迪克晉級，更有多一天休息。但以體能極佳見稱的拿度卻沒現出疲態，最後又是以一場史詩比賽（4小時23分鐘）激戰五盤打敗費達拿，奪得他的第六個大滿貫冠軍，並成為了第四名球手在三種不同的場地上都贏得大滿貫賽（硬地，草地，和泥地）。一心要在新一年取得好開始的費達拿在賽後致詞時哭成淚人，要拿度安慰後才可完成發言。
及後三個月拿度奪得了大師系列賽中的印第安維爾斯大師賽，蒙地卡羅大師賽（拿度連嬴五年）及羅馬大師賽冠軍。與此同時，費達拿在三項大師系列賽的四強出局，首先在印第安韋爾斯敗予梅利，然後又在 邁阿密大師賽和羅馬大師賽敗予祖高域。費達拿也臨時決定參加當年的蒙地卡羅大師賽，最終更於十六強敗予華蓮卡出局，早前在邁阿密對祖高域的四強戰中更非常罕見地怒擲球拍至整塊變形，頗有球王沒落之感。

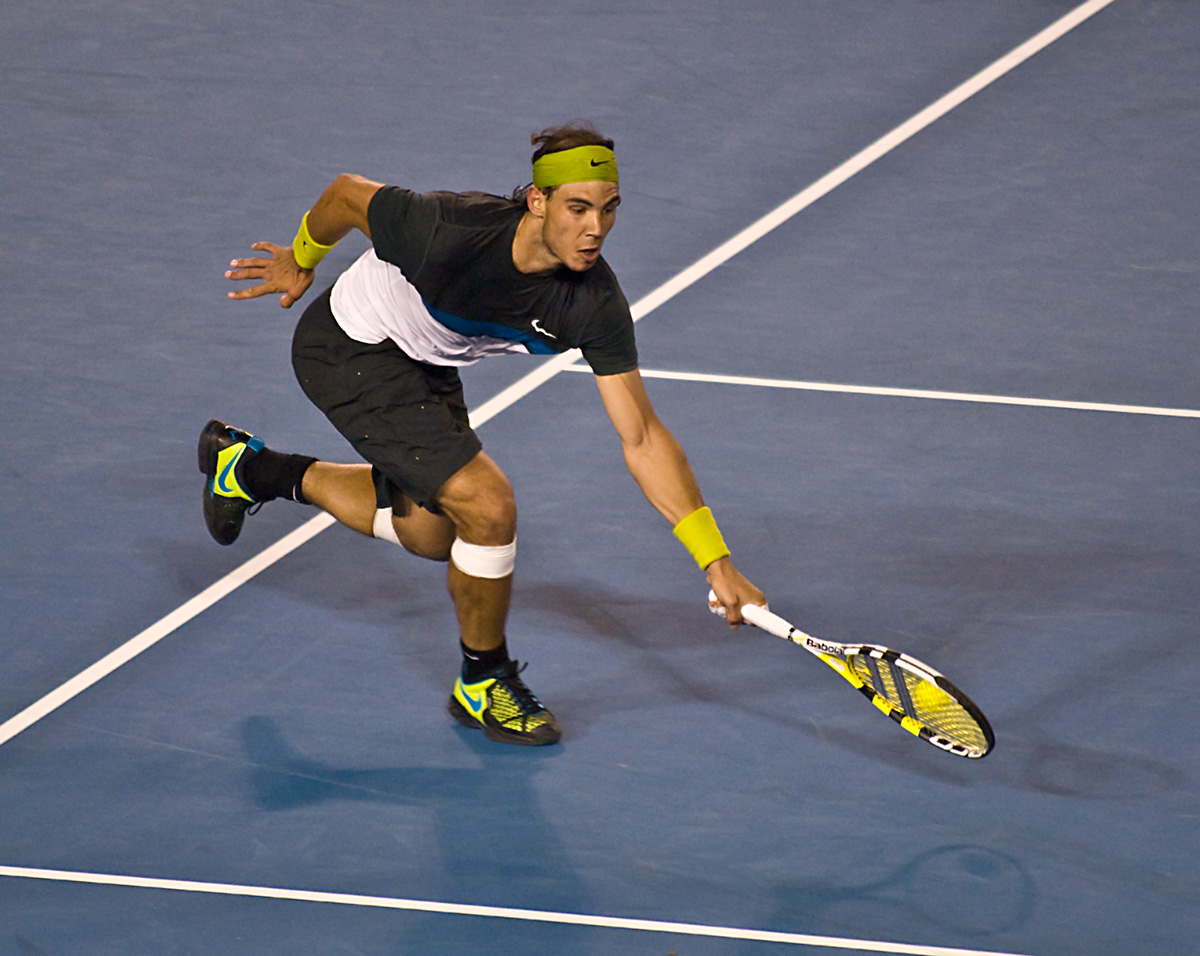
拿度於澳洲網球公開賽決賽

不過，費達拿在馬德里大師賽反彈，在決賽中直落兩局6-4 6-4擊敗拿度，奪得他近兩年來第一個的大師賽冠軍，也結束雙方對賽的五連敗和納達爾的33比賽紅土連勝。此外，他成為第二位，繼古爾頓後，兩次在泥地擊敗拿度的球手，而且他兩次的勝利，都阻止了拿度成為第一位奪取一季三個泥地大師系列賽冠軍的球手。
費達拿及後奪下他的第一個法國網球公開賽冠軍。這是一個具有里程碑意義的勝利，他不僅完成了他職業生涯大滿貫(Career Slam)，同時也追平森柏斯的14次大滿貫冠軍的紀錄。在決賽，他擊敗了於第四圈淘汰拿度的蘚達寧，這不僅是拿度的首次於法國公開賽落敗，也是他的首次在五盤三勝的泥地賽落敗。
由於膝蓋肌腱炎拿度退出了女王杯网球赛及溫布頓網球公開賽，使他失去與休伊特及華連卡在草地場上對賽的展現雄姿的機會，費達拿卻於溫布頓網球公開賽迎來第六次勝利，在決賽以5–7, 7–6(6), 7–6(5), 3–6 及 16–14 反勝羅迪克。使費達拿在大滿貫冠軍累積至15個，多於原紀錄保持者森柏斯的14個大滿貫冠軍，從拿度手中奪奪回世界排名第一。拿度在受傷休息兩個月後參加了加拿大的羅傑斯盃。拿度與費達拿在半準決賽敗陣，梅利成功拿到冠軍後，成為自2005年拿度從休伊特手中取得世界排名第二後，近49個月以來首位將拿度拉下世界頭兩位的選手, 拿度世界排名下跌至第三。在該年最後一項大滿貫——美國網球公開賽，費達拿首次在大滿貫決賽中，敗於拿度以外的對手。當年的冠軍波特羅，先於準決賽擊敗拿度，再於決賽以3–6, 7–6(5), 4–6, 7–6(4), 6–2擊敗費達拿。
費達拿成功取回失去一年的球王寶座，是史上第二位能夠重奪年終球王的選手，經過多次的努力終奪法網成為史上僅有的第六人完成了生涯大滿貫，更以六奪溫網超越森柏斯的14個大滿貫錦標，場外則與妻子結婚及誕下孖女，因此費達拿也多次承認2009年是他生命中最特別的一年。相反納達爾在季初的邁阿密公開時即透露出受到一些私人問題的困擾，後來經媒體披露父母分居且離婚的消息，加上法網過後因傷休息了一段時間，因此失去了年終球王的寶座, 以些微的分數領先第三的祖高域，連績五年與費達拿共佔世界排名頭兩位。

### 2010年：回归经典
2010年兩人交手兩次，各勝一次。

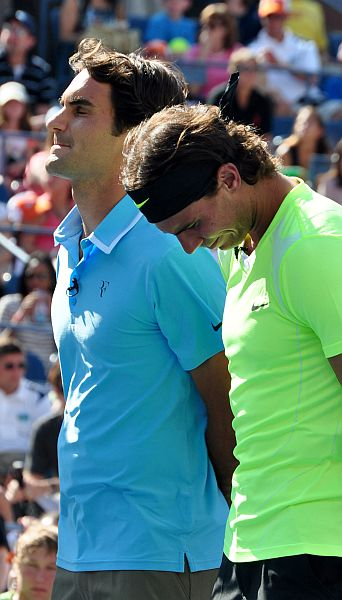
2010年美国网球公开赛开赛前的儿童日慈善活动

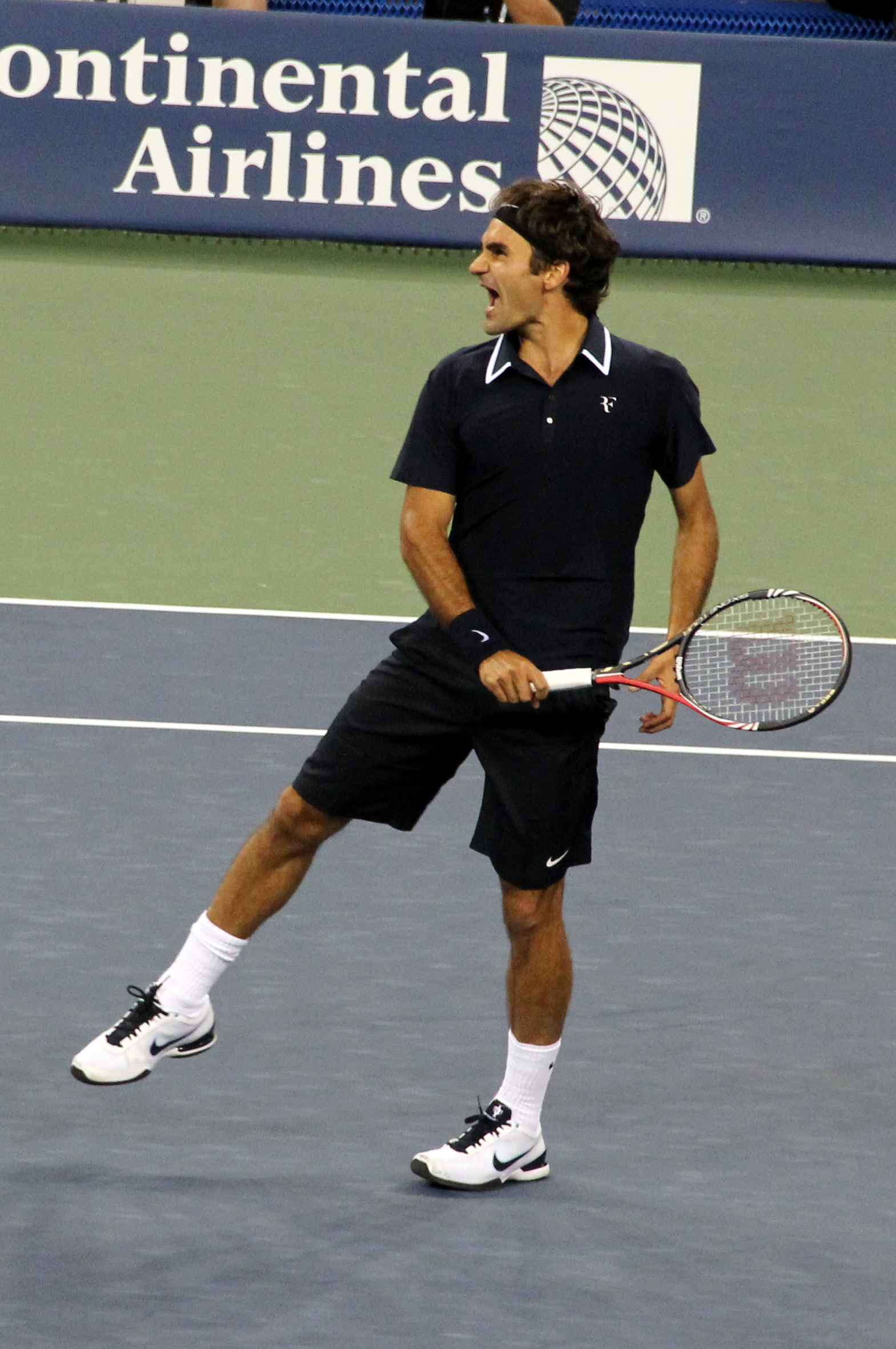
2010年美网的费德勒

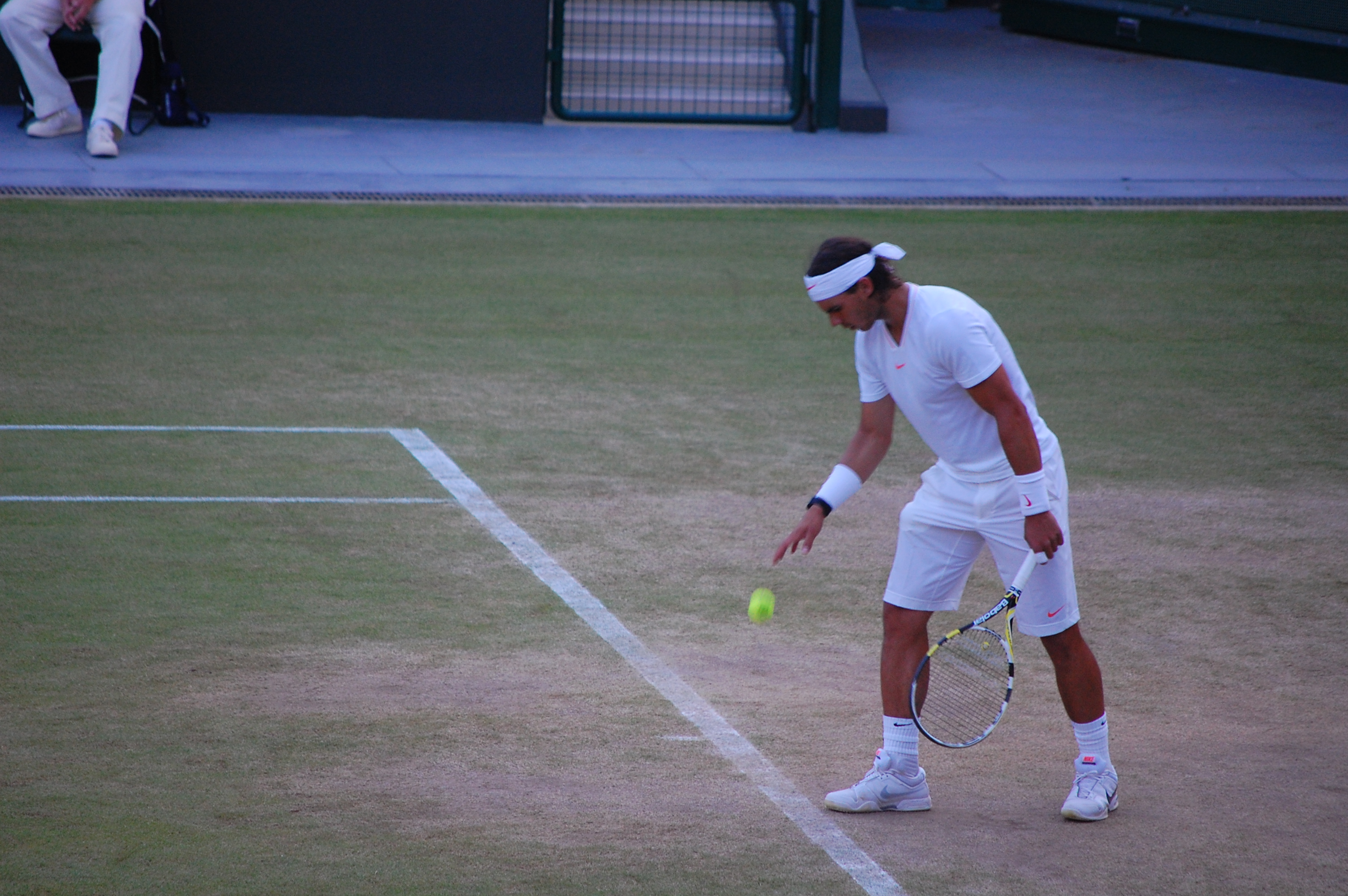
2010年温网的纳达尔

費達拿於季初延續自己的勇態，於澳洲網球公開賽打敗梅利奪得第16個大滿貫錦標。拿度則進一步下沉，澳網8強因傷退賽，排名跌至第4，祖高域則生涯首次升至第二位。
兩人同時宣佈不參加瑞士對西班牙的台維斯杯的賽事，及後一同於邁阿密大師賽及印第安韋爾斯大師賽出局。
踏入泥地賽季兩人走勢開始各走極端，拿度先於蒙地卡羅大師賽達成六連霸及結束了長達11個月的錦標荒，及後於羅馬大師賽封王，相反費達拿連績於兩項早早出局。
事隔一年，兩人於馬德里大師賽首次交手，費達拿被拿度以6-4 7-6打敗。費達拿未能阻止拿度成為首位一季全奪三項紅土大師賽的球手。及後的法國網球公開賽，費達拿被蘇達寧於八強轟出局，連續23次進入大滿貫4強的神奇紀錄告終，拿度則於決賽向蘇達寧復仇成功，奪得個人第5個法網冠軍，成功返回世界第一。一個月後的溫布頓費達拿爆大冷八強敗予貝迪治，拿度重奪溫布頓，費達拿則七年內首次跌至第三位。下半季拿度奪得美國網球公開賽以24歲之齡完成生涯大滿貫，費達拿亦開始回勇，連績打入多倫多大師賽決賽（敗於梅利）、辛辛那提大師賽決賽（勝費殊马尔迪·菲什）上海大師賽 決賽（再敗於梅利）。於斯德哥爾摩及巴素爾封王，僅於美網四強錯失兩個賽末點敗予祖高域及於巴黎大師賽四強以兩分僅敗予蒙斯（Gael Monfils）。
倫敦年終大師賽兩人以4戰全勝姿態打入決賽，生涯首次打入年終賽決賽的拿度最終被費達拿以6-4 3-6 6-1打敗。
2010年兩人再次壟斷四大滿貫的錦標，亦再次以世界排名第一（拿度）二位（費達拿）結束賽季。

### 2011年：新的挑战
2011年賽季兩人交手四次，納達爾三勝一負，依舊佔據上風。本賽季德約科維奇強勢崛起，正式終結了費德勒和納達爾對網壇長達八年的壟斷。
年度第一項大滿貫澳大利亞網球公開賽，費德勒與四強被德約科維奇終結衛冕之路，而納達爾在進入八強後，因膝傷以4–6、2–6、3–6直落三盤敗給同胞費雷爾。
之後二人在邁阿密大師賽的半決賽上相遇（由於兩人之前長期處於世界排名前兩位，這是費納自2006年羅蘭加洛斯半決賽相遇後，除了不同賽制的年終大師杯以外首次在決賽以外的地方相遇），納達爾以6-3, 6-2勝出。
紅土賽季後，德約科維奇出人意料地將自己硬地上的強勢表現帶入紅土，並打破納達爾的統治，在馬德里大師賽和羅馬大師賽兩項紅土大師賽接連擊敗納達爾，其中費德勒和納達爾於馬德里再次相遇半決賽，納達爾仍以三盤勝出，但決賽不敵德約科維奇，衛冕失利。
來到法國網球公開賽，德約科維奇和費德勒在半決賽中相遇。此時，德約科維奇從賽季初澳網奪冠以來已經43連勝，費德勒卻發揮出當年的最佳狀態，以6-7(5), 3-6, 6-3, 6-7(5)強勢擊敗德約科维奇並終結對手的連勝勢頭，但仍在決賽中以1-3再次不敵納達爾，總歸5次與納達爾在法網交手，全部以失利告終，並成就納達爾法網6冠之业。
兩週後的溫布頓網球錦標賽，費德勒爆冷於四分之一決賽中被特松加五盤逆轉無緣四強，而納達爾和德約年中第二次匯師大滿貫決賽，德約再一次勝出，納達爾第三次獲得溫網亞軍。美國網球公開賽，費德勒在半決賽再次被德約科維奇擊敗，後者又再次在決賽中擊敗納達爾，複製了費納巔峰時期一年囊括三項大滿貫的偉業。之後費德勒掛拍休整長達兩個月，而納達爾在日本公開賽決賽不敵穆雷，上海大師賽又在第三輪被邁爾淘汰。費德勒於10月底在家鄉的巴塞尔室内赛復出後，納達爾就沒有在參加年終總決賽和之後的戴維斯盃決賽以外的其他比賽，並退出了巴黎大師賽。
而費德勒在經過兩個月的修整後展現出良好的狀態，一路橫掃巴塞爾賽和巴黎大師賽的冠軍，在年終大師杯上，兩人終於再次在小組賽上相遇，費德勒以6-3,6-0勝出，保持了年終賽以及室內硬地場上對於納達爾的全勝戰績，並最終以不敗戰績奪得個人第六個年終大師杯的冠軍。
本賽季，德約科維奇和納達爾的對決取代費納成為最受關注的網壇比賽，但兩人仍列年終排名第二和第三位，並在法網上匯師決賽。

### 2012年：起起伏伏
2012年賽季，兩人交手兩次，各取一勝。
本賽季，德約科維奇無力複製去年年初43連勝的極佳表現，但仍艱難衛冕澳網冠軍，不過納達爾在紅土賽季重獲統治力，除了第一次更換為藍土球場的馬德里大師賽以外包攬了參賽的所有土場賽事的冠軍，連續第八次捧得了蒙地卡羅大師賽的冠軍，更第七次捧得法網，費德勒亦有延續前一年年末的良好狀態，雖然在澳網半決賽再一次負于納達爾，但之後連得鹿特丹，迪拜，馬德里三站冠軍，在溫布爾登更是連續戰勝德約科維奇和本土希望安迪·穆雷第七次捧得冠軍金杯，並攜第17座大滿貫獎杯重新回到世界第一的寶座，在辛辛那提亦奪冠。而納達爾在溫網第二輪負于盧卡斯·拉索爾後陷入膝傷困境，退出了之後的所有比賽，包括美網、其系列賽、年終賽、台維斯盃。
年初澳大利亞網球公開賽，納達爾四盤擊敗費德勒，在大滿貫賽場第8次擊敗費德勒。不過在決賽中，納達爾五盤惜敗德約科維奇，連續第七次（且都是在決賽中）負于對手。
在之後的印第安維爾斯大師賽上兩人相遇半決賽，在狂風天氣中費德勒經歷雨水的打擾以6-3, 6-4擊敗納達爾。這是費德勒自2005年邁阿密大師賽五盤逆轉納達爾之後第一次能在室外硬地賽事中擊敗納達爾。
美網後，納達爾世界排名來到第四，隨著不斷地退賽，年終排名回到前二的可能性已經極為微小，而日趨年長的費德勒的世界第一排名能否維持到年末也是未知數。由於費德勒和納達爾的技術特點反差極大，加上簽表制度和日趨穩定的德約科維奇以及穆雷崛起的挑戰，兩人頻繁會師重要賽事的決賽並聯手統治網壇的情況很難再發生了。

### 2013-2016年：余热仍温
費德勒在2013陷入低潮，也因此兩人在2013年僅交手三次，納達爾三勝零負，依舊佔據上風。
纳达尔在2014赛季开始后也逐渐状态下滑，因此2014跟2015年雙方各交手一次，在2014澳網四強碰頭，納達爾以直落三獲得勝利。2015年巴塞爾男網賽決賽，費德勒終於以三盤比數終止對戰的五連敗。
2016年皆因傷勢問題，兩人在球季結束前就早早宣佈不再出賽，所以並沒有交手。

### 2017年：經典再現
2017年雙方都重拾巔峰級的身手，兩人這年共對決四次，而費德勒以全勝壓倒性佔優。
因為2016年的缺席，導致2017年費德勒與納達爾在澳網分別只能以第17種子和第9種子出賽。儘管如此，兩人卻一路殺進冠軍戰，這場自從2011年法網開始睽違6年的大滿貫決賽交手，媒體稱這場比賽將為世紀之戰，兩人也再一次打出了經典戰役，費德勒以6-4,3-6,6-1,3-6,6-3五盤擊敗納達爾，奪得生涯第18座大滿貫，成為史上第一位在三項大滿貫至少都拿五冠的至高成就，也是費德勒自2007年以來首度對戰納達爾連勝並終止大滿貫對戰六連敗。
3月時雙方在印第安維爾斯大師賽16強的第三次交手，最終費德勒以6-2,6-3直落二獲勝，取得生涯首度對戰三連勝。
4月時雙方在邁阿密大師賽決賽再度碰頭，最終費德勒以6-3，6-4直落二獲勝，取得生涯首度對戰四連勝。
10月時雙方在上海大師賽決賽展開這年第四度對決，最終費德勒以6-4，6-3直落二獲勝，取得生涯首度對戰五連勝。

## 兩人對於對戰史的看法

### 費德勒
縱使兩人共創的歷史可謂意義之重大可謂史無前例，費達拿卻承認自己在初時並不怎樣享受如此一個可與自己平分秋色的勁敵。“在我初登球王寶座之時全無敵手，而我亦非常高興。可以一直取勝，統治網壇，兩年只有十場敗仗，實在太棒。”
不過隨著時間的推移，費德勒承認自己漸漸能夠接受他們的對抗了。“一開始我有些掙扎於接受和拉法的對決，知道我也開始覺得這（我們的對決）是非常酷的。他總是穿着背心，海盜褲，你知道的，他一頭長髮，左手持拍，使用強烈的旋轉，而我更多的是平擊並沖向網前，雙手反拍對抗單手（反拍），左手持拍面對右手持拍。比賽就應該是這樣的的對抗，我現在已經開始享受我們的對決了。”
費德勒繼續道“我很早就知道他非常棒（當我們第一次在邁阿密相遇時）當時我很驚訝他(拿度)的穩定性，如此年輕已經可以在硬地場上如此出色，我想他是有可能登上第一，贏大滿貫。作為一個西班牙選手能在泥地以外打得如此出色實在很稀有(在西班牙，所有網球手都是在泥地長大的)。每當我走向球場面對他，我都感覺到那將是一場非比尋常的比賽，尤其是我們總是在重要的比賽中相遇。這讓我們的對抗非常非常的特別。我不知道網球史上的有沒別的選手和我們一樣較量了那麼多次，我不知道麥肯羅和比约恩·博里、桑普拉斯和阿加西之間打了多少場比賽，但我和拉法之間真的對決了很多很多次。這讓我們的比賽永遠都那麼的特別。 ”
費德勒補充道，“我最重要的對手應該就是拉法，我和別的任何人現在或將來打了更多的比賽也不會改變這一點。現在，可以說我們享有這段偉大的歷史而且沒有人可以取代我們。我们在那么多的决赛中碰面且总能打出持续四五盘的艰苦比赛，我們給予互相極大的尊重。很顯然，我期待著和他的對決（指當時正要進行的邁阿密大師賽半決賽）並展現出我最棒的網球。”

### 納達爾
“當然在那些對我們兩個的職業生涯都非常重要的比賽里和他對抗總是那麼特別”納達爾說道，“這（對戰史）恐怕讓我們兩個人的職業生涯都添上濃墨重彩的一筆。”

## 對戰成績
ATP巡迴賽、台維斯盃及大滿貫等主要賽事。
| 場次 | 日期 | 地點             | 場地 | 圈     | 勝出者 | 比分                       | 需時 | 盤數 | 費德勒 | 納達爾 |
| 1.   | 2004 | 邁阿密           | 硬地 | 32強   | 納達爾 | 6–3、6–3                   | 1:10 | 2    | 0      | 1      |
| 2.   | 2005 | 邁阿密 (2)       | 硬地 | 決賽   | 費德勒 | 2–6、64–7、7–65、6–3、6–1  | 3:43 | 5    | 1      | 1      |
| 3.   | 2005 | 法國公開賽       | 紅土 | 準決賽 | 納達爾 | 6–3、4–6、6–4、6–3         | 2:47 | 5    | 1      | 2      |
| 4.   | 2006 | 杜拜             | 硬地 | 決賽   | 納達爾 | 2–6、6–4、6–4              | 1:53 | 3    | 1      | 3      |
| 5.   | 2006 | 蒙地卡羅         | 紅土 | 決賽   | 納達爾 | 6–2、62–7、6–3、7–65       | 3:50 | 5    | 1      | 4      |
| 6.   | 2006 | 羅馬             | 紅土 | 決賽   | 納達爾 | 60–7、7–65、6–4、2–6、7–65 | 5:05 | 5    | 1      | 5      |
| 7.   | 2006 | 法國公開賽 (2)   | 紅土 | 決賽   | 納達爾 | 1–6、6–1、6–4、7–64        | 3:02 | 4    | 1      | 6      |
| 8.   | 2006 | 溫布頓錦標賽     | 草地 | 決賽   | 費德勒 | 6–0、7–65、62–7、6–3       | 2:58 | 4    | 2      | 6      |
| 9.   | 2006 | 上海             | 硬地 | 準決賽 | 費德勒 | 6–4、7–5                   | 1:53 | 3    | 3      | 6      |
| 10.  | 2007 | 蒙地卡羅 (2)     | 紅土 | 決賽   | 納達爾 | 6–4、6–4                   | 1:35 | 3    | 3      | 7      |
| 11.  | 2007 | 漢堡             | 紅土 | 決賽   | 費德勒 | 2–6、6–2、6–0              | 1:55 | 3    | 4      | 7      |
| 12.  | 2007 | 法國公開賽 (3)   | 紅土 | 決賽   | 納達爾 | 6–3、4–6、6–3、6–4         | 3:10 | 5    | 4      | 8      |
| 13.  | 2007 | 溫布頓錦標賽 (2) | 草地 | 決賽   | 費德勒 | 7–67、4–6、7–63、2–6、6–2  | 3:45 | 5    | 5      | 8      |
| 14.  | 2007 | 上海 (2)         | 硬地 | 準決賽 | 費德勒 | 6–4、6–1                   | 0:59 | 3    | 6      | 8      |
| 15.  | 2008 | 蒙地卡羅 (3)     | 紅土 | 決賽   | 納達爾 | 7–5、7–5                   | 1:43 | 3    | 6      | 9      |
| 16.  | 2008 | 漢堡 (2)         | 紅土 | 決賽   | 納達爾 | 7–5、63–7、6–3             | 2:52 | 3    | 6      | 10     |
| 17.  | 2008 | 法國公開賽 (4)   | 紅土 | 決賽   | 納達爾 | 6–1、6–3、6–0              | 1:48 | 5    | 6      | 11     |
| 18.  | 2008 | 溫布頓錦標賽 (3) | 草地 | 決賽   | 納達爾 | 6–4、6–4、65–7、68–7、9–7  | 4:48 | 5    | 6      | 12     |
| 19.  | 2009 | 澳洲公開賽       | 硬地 | 決賽   | 納達爾 | 7–5、3–6、7–63、3–6、6–2   | 4:23 | 5    | 6      | 13     |
| 20.  | 2009 | 馬德里           | 紅土 | 決賽   | 費德勒 | 6–4、6–4                   | 1:26 | 3    | 7      | 13     |
| 21.  | 2010 | 馬德里 (2)       | 紅土 | 決賽   | 納達爾 | 6–4、7–65                  | 2:10 | 3    | 7      | 14     |
| 22.  | 2010 | 倫敦 (3)         | 硬地 | 決賽   | 費德勒 | 6–3、3–6、6–1              | 1:37 | 3    | 8      | 14     |
| 23.  | 2011 | 邁阿密 (3)       | 硬地 | 四強   | 納達爾 | 6–3、6–2                   | 1:18 | 2    | 8      | 15     |
| 24.  | 2011 | 馬德里 (3)       | 紅土 | 四強   | 納達爾 | 5–7、6–1、6–3              | 2:36 | 3    | 8      | 16     |
| 25.  | 2011 | 法國公開賽 (5)   | 紅土 | 決賽   | 納達爾 | 7–5、7–63、5–7、6–1        | 3:40 | 4    | 8      | 17     |
| 26.  | 2011 | 倫敦 (4)         | 硬地 | 分組賽 | 費德勒 | 6–3、6–0                   | 1:01 | 2    | 9      | 17     |
| 27.  | 2012 | 澳洲公開賽 (2)   | 硬地 | 四強   | 納達爾 | 65–7、6–2、7–65、6–4       | 3:42 | 4    | 9      | 18     |
| 28.  | 2012 | 印第安維爾斯     | 硬地 | 四強   | 費德勒 | 6–3、6–4                   | 1:32 | 2    | 10     | 18     |
| 29.  | 2013 | 印第安維爾斯 (2) | 硬地 | 八強   | 納達爾 | 6–4、6–2                   | 1:25 | 2    | 10     | 19     |
| 30.  | 2013 | 羅馬 (2)         | 紅土 | 決賽   | 納達爾 | 6–1、6–3                   | 1:09 | 2    | 10     | 20     |
| 31.  | 2013 | 辛辛那提         | 硬地 | 八強   | 納達爾 | 5–7、6–4、6–3              | 2:14 | 3    | 10     | 21     |
| 32.  | 2013 | 倫敦 (5)         | 硬地 | 四強   | 納達爾 | 7–5、6–3                   | 1:20 | 2    | 10     | 22     |
| 33.  | 2014 | 澳洲公開賽 (3)   | 硬地 | 四強   | 納達爾 | 7–64、6–3、6–3             | 2:24 | 3    | 10     | 23     |
| 34.  | 2015 | 巴賽爾           | 硬地 | 決賽   | 費德勒 | 6-3、5-7、6-3              | 2:03 | 3    | 11     | 23     |
| 35.  | 2017 | 澳洲公開賽 (4)   | 硬地 | 決賽   | 費德勒 | 6-4、3-6、6-1、3-6、6-3    | 3:38 | 5    | 12     | 23     |
| 36.  | 2017 | 印第安維爾斯 (3) | 硬地 | 十六強 | 費德勒 | 6–2、6–3                   | 1:08 | 2    | 13     | 23     |
| 37.  | 2017 | 邁阿密 (3)       | 硬地 | 決賽   | 費德勒 | 6-3、6-4                   | 1:34 | 2    | 14     | 23     |
| 38.  | 2017 | 上海             | 硬地 | 決賽   | 費德勒 | 6-4、6-3                   | 1:12 | 2    | 15     | 23     |
| 39   | 2019 | 印第安維爾斯     | 硬地 | 四強   | 費德勒 | 納達爾退賽                 |      |      |        |        |
| 40.  | 2019 | 法國             | 紅土 | 四強   | 納達爾 | 6-3、6-4、6-2              | 2:28 | 3    | 15     | 24     |
| 41.  | 2019 | 溫布頓           | 草地 | 四強   | 費德勒 | 7-6、1-6、6-3、6-4         | 3:06 | 4    | 16     | 24     |

| 級別 (2004–2008)  |
| 大滿貫            |
| 網球大師盃        |
| ATP大師系列賽     |
| ATP國際金獎系列賽 |
| ATP國際系列賽     |
| 台維斯盃          |

| 級別 (2009–現在)        |
| 大滿貫                  |
| ATP世界巡迴賽總決賽     |
| ATP世界巡迴賽1000大師賽 |
| ATP世界巡迴賽500系列賽  |
| ATP世界巡迴賽250系列賽  |
| 台維斯盃                |

| 場地        | 費德勒 | 納達爾 |
| ----------- | ------ | ------ |
| 硬地(室外)  | 6      | 8      |
| 硬地(室內)  | 5      | 1      |
| 紅土(Clay)  | 2      | 14     |
| 草地(Glass) | 3      | 1      |
| 總計        | 16     | 24     |

### 表演賽
2006年11月21日兩人在南韓首爾一個硬地球場舉行表演賽。結果費德勒以6–3, 3–6, 6–3勝出。
2007年5月2日兩人在西班牙舉辦過一場半紅土半草地的表演賽。結果納達爾以7–5, 4–6, 7–6(10)勝出
。
費德勒在個人Facebook公佈，在2010年12月21日兩人在瑞士蘇黎世舉辦一場為費德勒名下的基金籌款的表演賽，而納達爾亦以旗下基金會名義12月22日於西班牙馬德里舉辦表演賽，結果兩人各勝一場，取得500萬美元的善款。

## 大滿貫對賽往績

### 1999–2004
- 粗體 = 在此大滿貫中交手

| 球員        | 1999 | 1999 | 1999 | 1999 | 2000 | 2000 | 2000 | 2000 | 2001 | 2001 | 2001 | 2001 | 2002 | 2002 | 2002 | 2002 | 2003 | 2003 | 2003 | 2003 | 2004 | 2004 | 2004 | 2004 |
| ----------- | ---- | ---- | ---- | ---- | ---- | ---- | ---- | ---- | ---- | ---- | ---- | ---- | ---- | ---- | ---- | ---- | ---- | ---- | ---- | ---- | ---- | ---- | ---- | ---- |
| 球員        | 澳   | 法   | 溫   | 美   | 澳   | 法   | 溫   | 美   | 澳   | 法   | 溫   | 美   | 澳   | 法   | 溫   | 美   | 澳   | 法   | 溫   | 美   | 澳   | 法   | 溫   | 美   |
| 羅杰·費德勒 | LQ   | 1R   | 1R   | LQ   | 3R   | 4R   | 1R   | 3R   | 3R   | QF   | QF   | 4R   | 4R   | 1R   | 1R   | 4R   | 4R   | 1R   | W    | 4R   | W    | 3R   | W    | W    |
| 拉斐爾·拿度 |      |      |      |      |      |      |      |      |      |      |      |      |      |      |      |      | A    | A    | 3R   | 2R   | 3R   | A    | A    | 3R   |

### 2005–2010
| 球員        | 2005 | 2005 | 2005 | 2005 | 2006 | 2006 | 2006 | 2006 | 2007 | 2007 | 2007 | 2007 | 2008 | 2008 | 2008 | 2008 | 2009 | 2009 | 2009 | 2009 | 2010 | 2010 | 2010 | 2010 |
| ----------- | ---- | ---- | ---- | ---- | ---- | ---- | ---- | ---- | ---- | ---- | ---- | ---- | ---- | ---- | ---- | ---- | ---- | ---- | ---- | ---- | ---- | ---- | ---- | ---- |
| 球員        | 澳   | 法   | 溫   | 美   | 澳   | 法   | 溫   | 美   | 澳   | 法   | 溫   | 美   | 澳   | 法   | 溫   | 美   | 澳   | 法   | 溫   | 美   | 澳   | 法   | 溫   | 美   |
| 羅杰·費德勒 | SF   | SF   | W    | W    | W    | F    | W    | W    | W    | F    | W    | W    | SF   | F    | F    | W    | F    | W    | W    | F    | W    | QF   | QF   | SF   |
| 拉斐爾·拿度 | 4R   | W    | 2R   | 3R   | A    | W    | F    | QF   | QF   | W    | F    | 4R   | SF   | W    | W    | SF   | W    | 4R   | A    | SF   | QF   | W    | W    | W    |

### 2011-2016
| 球員        | 2011 | 2011 | 2011 | 2011 | 2012 | 2012 | 2012 | 2012 | 2013 | 2013 | 2013 | 2013 | 2014 | 2014 | 2014 | 2014 | 2015 | 2015 | 2015 | 2015 | 2016 | 2016 | 2016 | 2016 |
| ----------- | ---- | ---- | ---- | ---- | ---- | ---- | ---- | ---- | ---- | ---- | ---- | ---- | ---- | ---- | ---- | ---- | ---- | ---- | ---- | ---- | ---- | ---- | ---- | ---- |
| 球員        | 澳   | 法   | 溫   | 美   | 澳   | 法   | 溫   | 美   | 澳   | 法   | 溫   | 美   | 澳   | 法   | 溫   | 美   | 澳   | 法   | 溫   | 美   | 澳   | 法   | 溫   | 美   |
| 羅杰·費德勒 | SF   | F    | QF   | SF   | SF   | SF   | W    | QF   | SF   | QF   | 2R   | 4R   | SF   | 4R   | F    | SF   | 3R   | QF   | F    | F    | SF   | A    | SF   | A    |
| 拉斐爾·拿度 | QF   | W    | F    | F    | F    | W    | 2R   | A    | A    | W    | 1R   | W    | F    | W    | 4R   | A    | QF   | QF   | 2R   | 3R   | 1R   | 3R   | A    | 4R   |

### 2017至今
| 球員        | 2017 | 2017 | 2017 | 2017 | 2018 | 2018 | 2018 | 2018 | 2019 | 2019 | 2019 | 2019 |
| ----------- | ---- | ---- | ---- | ---- | ---- | ---- | ---- | ---- | ---- | ---- | ---- | ---- |
| 球員        | 澳   | 法   | 溫   | 美   | 澳   | 法   | 溫   | 美   | 澳   | 法   | 溫   | 美   |
| 羅杰·費德勒 | W    | A    | W    | QF   | W    | A    | QF   | 4R   | 4R   | SF   |      |      |
| 拉斐爾·拿度 | F    | W    | 4R   | W    | QF   | W    | SF   | SF   | F    | W    |      |      |

### 生涯發展
費德勒與納達爾之間的出生日期相隔五年。費德勒的生日是1981年8月8日，而納達爾的生日是1986年6月3日。他們的生涯發展有著不同的觀點，由17歲時作為他們生涯的開端。在2004年底，費德勒正值23歲時；他已獲得四座大滿貫冠軍，另外已經獲得22個單打冠軍和首次以23歲的年齡排為年終世界第一。
-  = 活躍紀錄（截止2017年6月12日）

| 年齡（正值賽季結束） | 年齡（正值賽季結束） | 18   | 19   | 20   | 21   | 22   | 23   | 24   | 25   | 26   | 27   | 28   | 29   | 30   | 31    | 32   | 33   | 34   | 35   | 36     |
| 費德勒的賽季         | 費德勒的賽季         | 1999 | 2000 | 2001 | 2002 | 2003 | 2004 | 2005 | 2006 | 2007 | 2008 | 2009 | 2010 | 2011 | 2012  | 2013 | 2014 | 2015 | 2016 | 2017   |
| 納達爾的賽季         | 納達爾的賽季         | 2004 | 2005 | 2006 | 2007 | 2008 | 2009 | 2010 | 2011 | 2012 | 2013 | 2014 | 2015 | 2016 | 2017  | 2018 | 2019 | 2020 | 2021 | 2022   |
| -------------------- | -------------------- | ---- | ---- | ---- | ---- | ---- | ---- | ---- | ---- | ---- | ---- | ---- | ---- | ---- | ----- | ---- | ---- | ---- | ---- | ------ |
| 大滿貫冠軍           | 費德勒               | 0    | 0    | 0    | 0    | 1    | 4    | 6    | 9    | 12   | 13   | 15   | 16   | 16   | 17    | 17   | 17   | 17   | 17   | (19)   |
| 大滿貫冠軍           | 納達爾               | 0    | 1    | 2    | 3    | 5    | 6    | 9    | 10   | 11   | 13   | 14   | 14   | 14   | (15)  |      |      |      |      |        |
| 大滿貫比賽勝場       | 費德勒               | 0    | 7    | 20   | 26   | 39   | 61   | 85   | 112  | 138  | 162  | 188  | 208  | 228  | 247   | 260  | 279  | 297  | 307  | (321)  |
| 大滿貫比賽勝場       | 納達爾               | 6    | 19   | 36   | 56   | 80   | 95   | 120  | 143  | 157  | 171  | 187  | 198  | 203  | (219) |      |      |      |      |        |
| 冠軍總數             | 費德勒               | 0    | 0    | 1    | 4    | 11   | 22   | 33   | 45   | 53   | 57   | 61   | 66   | 70   | 76    | 77   | 82   | 88   | 88   | (93)   |
| 冠軍總數             | 納達爾               | 1    | 12   | 17   | 23   | 31   | 36   | 43   | 46   | 50   | 60   | 64   | 67   | 69   | (73)  |      |      |      |      |        |
| 總比賽勝場           | 費德勒               | 15   | 51   | 100  | 158  | 236  | 310  | 391  | 483  | 551  | 617  | 678  | 743  | 807  | 878   | 923  | 996  | 1059 | 1080 | (1111) |
| 總比賽勝場           | 納達爾               | 45   | 124  | 183  | 253  | 335  | 401  | 472  | 541  | 583  | 658  | 706  | 767  | 806  | (852) |      |      |      |      |        |
| 年終排名             | 費德勒               | 64   | 29   | 13   | 6    | 2    | 1    | 1    | 1    | 1    | 2    | 1    | 2    | 3    | 2     | 6    | 2    | 3    | 16   | (3)    |
| 年終排名             | 納達爾               | 51   | 2    | 2    | 2    | 1    | 2    | 1    | 2    | 4    | 1    | 3    | 5    | 9    | (2)   |      |      |      |      |        |
| 世界第一週數         | 費德勒               | 0    | 0    | 0    | 0    | 0    | 48   | 100  | 152  | 204  | 237  | 262  | 285  | 285  | 302   | 302  | 302  | 302  | 302  | (302)  |
| 世界第一週數         | 納達爾               | 0    | 0    | 0    | 0    | 19   | 46   | 76   | 102  | 102  | 115  | 141  | 141  | 141  | (141) |      |      |      |      |        |